# Tlapextitla
Tlapextitla är en ort i Mexiko.   Den ligger i kommunen Acultzingo och delstaten Veracruz, i den sydöstra delen av landet, 210 km öster om huvudstaden Mexico City. Tlapextitla ligger 1 906 meter över havet och antalet invånare är 364.
Terrängen runt Tlapextitla är bergig åt nordväst, men åt sydost är den kuperad. Runt Tlapextitla är det ganska glesbefolkat, med 28 invånare per kvadratkilometer. Närmaste större samhälle är Río Blanco, 18,7 km nordost om Tlapextitla. I omgivningarna runt Tlapextitla växer i huvudsak blandskog.